# Avraham Aviv Alush
Avraham Aviv Alush (en hebreu: אברהם אביב אלוש‎,, 12 de juny de 1982 Karmiel, Israel) és un actor de cinema i televisió.

## Biografia
Nascut en el nord d'Israel, es va criar en Karmiel. La seva esposa, Nofar Koren, és una advocada. Abans d'aparèixer en la pel·lícula La cabanya, només havia actuat en pel·lícules i sèries de televisió a Israel. Amb la realització d'aquesta pel·lícula, també va esdevenir el primer actor israelià a interpretar a Jesús de Natzaret en una pel·lícula de parla anglesa.

## Filmografia seleccionada
- The Island (TV) (2007)
- The Arbitrator (TV) (2007)
- Asfur (TV) (2010-2011)
- Alenby (TV) (2012)
- The Gordin Cell (TV) (2012-2015)
- Beauty and the Baker (TV) (2013)
- The Red Hood Setup (2014)
- An Israeli Love Story (2016)
- The Women's Balcony (2016)
- La cabanya (2017)